# 未成年だけどコドモじゃない
『未成年だけどコドモじゃない』（みせいねんだけどコドモじゃない、Although I’m a minor, I’m not a child）は、水波風南による日本の漫画。『Sho-Comi』（小学館）にて、2013年1号から2016年5号まで連載された。
2017年12月に実写映画化。

## 物語
民法七百五十三条（婚姻による成年擬制）未成年が婚姻したときは、これによって成年に達したものとみなす世界。親の決めた結婚とはいえ俄然やる気の香琳と、親と別居したいので渋々結婚を承諾した尚。二人は怒濤の結婚生活を送る中で、相手への思いやりや恋心が少しずつ芽生えていく。

## 登場人物
折山 香琳（おりやま かりん）
主人公。16歳。高校1年生。両親に甘やかされて育ったため、超ワガママなお金持ちのお嬢様。「サッカー部を見学する時には、パラソルを差し、オペラグラスを使用している」など、振る舞いが目立っている。エスカレーター式の学校ということもあり、金の力で進級や進学をしてきたため、今まで勉強をしてこなかった。リンリンのことは小学生の頃に出会った時から見かけで判断せず男として見ている。
鶴木 尚（つるぎ なお）
18歳。高校3年生。スポーツも勉強も出来る皆の憧れの存在でサッカー部所属。両親が不仲で嫌気が差していた。母親がストレスが溜まると物を投げて壊す事があった影響で物が割れる音が苦手。突き放したい時は作り笑いをする。
海老名 五十鈴（えびな いすず）
通称「リンリン」。香琳と同じクラス。由緒あるお金持ち。香琳の幼馴染で、彼女のことを「カーリー」と呼ぶ。れっきとした男性だが、整った女顔でよく周囲にからかわれている。クリスタルと勘の力で赤点を回避するので、勉強をしない。父親と不仲。
松井 沙綾（まつい さあや）
尚の元彼女。尚が香琳が通う高校に編入する前にいた学校の同級生。尚と成績争いをしていたくらい、頭が良い。
折山 和紀（おりやま かずき）
香琳の父親。経営学のスペシャリストで、一代で財を築き上げた成金。大学時代は怜華に好意を持っていた。
折山 明里（おりやま あかり）
香琳の母親。旧姓は佐々木（ささき）。大学時代、和紀に好意を抱いていた。
鶴木 匠（つるぎ たくみ）
尚の父親。イケメン。大学時代に起業したが失敗し倒産。その時に借金を背負った。浮気をしている。
鶴木 怜華（つるぎ れいか）
尚の母親。旧姓は飛田（とびた）。大学時代に「経営学部の姫」と呼ばれる程の美人。在学中に尚を妊娠したことをきっかけに結婚した。
駒野 勇哉（こまの ゆうや）
サッカー部所属。高校3年生。自称「尚の親友」。
柳沼 柊太郎（やぎぬま しゅうたろう）
サッカー部所属。高校3年生。尚から結婚については秘密にされていたものの、「香琳が大切な人である」と明かされていた。
若松（わかまつ）
リンリンの運転手。
島田（しまだ）
香琳が実家にいた頃の世話係。
森山（もりやま）
香琳と尚の住むアパートの隣室に住む女性。

## 書誌情報
- 水波風南 『未成年だけどコドモじゃない』 小学館 〈フラワーコミックス〉、全5巻
  1. 2013年04月26日発売 ISBN 978-40-9135179-1
  2. 2013年07月26日発売 ISBN 978-40-9135350-4
  3. 2013年11月26日発売 ISBN 978-40-9135629-1
  4. 2014年6月26日発売 ISBN 978-409136033-5
  5. 2016年4月26日発売 ISBN 978-409138425-6

## ムービーコミック
2017年9月8日よりdTVで配信のボイスコミック。

### キャスト（ムービーコミック）
- 折山香琳 - 東山奈央
- 鶴木尚 - 松岡禎丞
- 海老名五十鈴 - 酒井広大
- 香琳の父 - 新垣樽助
- 香琳の母 - 江口育美
- 尚の父 - 松岡正法
- 尚の母 - 三浦槙子

### スタッフ（ムービーコミック）
- 原作 - 水波風南
- 企画 - 上田徳浩
- プロデューサー - 鈴木健太郎
- アソシエイトプロデューサー - 中島章博
- 総合演出 - 石川孝樹
- 主題歌 - lol「shhh...」
- 製作 - BeeTV
- 著作 - 水波風南、小学館、BeeTV

### 各話リスト
- 第1話 16歳の誕生日プレゼントは、結婚！？
- 第2話 ファーストキスは突然に
- 第3話 結婚の真実
- 第4話 恋のライバル出現！？
- 第5話 あったかいシャワー
- 第6話 香琳の手料理
- 第7話 揺れるキモチ
- 第8話 ドキドキの初夜
- 第9話 香琳の覚悟
- 第10話 運命の恋
- 第11話 初めての試験勉強
- 第12話 暴力事件!?
- 第13話 リンリンにバレた!?
- 第14話 一番好きなパン
- 第15話 別居か離婚!?
- 第16話 尚×五十鈴
- 第17話 抑えられない想い
- 第18話 ドキドキの初デート
- 第19話  尚の告白
- 第20話  突然の別れ
- 第21話  リンリンの告白
- 第22話  プリンセスツアー
- 第23話  あの日の真相
- 第24話  自分勝手なキス
- 第25話  尚の誓い
- 第26話  大事な家族
- 第27話  眠り姫の涙
- 第28話  ハワイにハネムーン！？

## 実写映画
Sho-Comi創刊50周年記念事業の一環として製作された。主演は中島健人（Sexy Zone）、平祐奈、知念侑李（Hey! Say! JUMP）。2017年12月23日に全国281スクリーンで公開され、公開初日2日間で動員11万5000人、興収1億3700万円を記録し、映画観客動員ランキング（興行通信社調べ）で初登場第5位となった。同日に公開された7本の映画の中での満足度ランキング（「ぴあ」調査による）では1位を記録した。
DVD/Blu-rayが2018年7月4日に発売され、オリコンランキングでDVD・BDともに邦画ジャンルでは同時1位を獲得した。 

### キャスト（実写映画）
ここでは、映画（映画版オリジナル以外）での設定について記す。
鶴木尚
演 - 中島健人（Sexy Zone）
香琳の婚約者で、学校一のイケメンにして文武両道だが、冷めた性格の持ち主。両親が離婚したため母子家庭で暮らしていた。
折山香琳
演 - 平祐奈
尚の婚約者で、世間知らずなお嬢様。
海老名五十鈴
演 - 知念侑李（Hey! Say! JUMP）
香琳の幼馴染。
松井沙綾
演 - 山本舞香

鏑木
演 - 村上新悟

鶴木怜華
演 - 生田智子

折山明里
演 - シルビア・グラブ

折山和紀
演 - 髙嶋政宏

大家
演 ‐ 平田敦子

### スタッフ（実写映画）
- 原作 - 水波風南「未成年だけどコドモじゃない」（小学館「Sho-Comi フラワーコミックス刊）
- 監督 - 英勉
- 脚本 - 保木本佳子
- 音楽 - 横山克
- 主題歌 - Hey! Say! JUMP「White Love」（ジェイ・ストーム）
- 製作 - 市川南
- エグゼクティブプロデューサー - 山内章弘
- プロデューサー - 佐藤善宏、馬場千晃
- ラインプロデューサー - 森太郎
- プロダクション統括 - 佐藤毅
- 音楽プロデューサー - 杉田寿宏
- 撮影 - 山田康介
- 美術 - 岩城南海子
- 照明 - 渡部嘉
- 録音 - 益子宏明
- 助監督 - 大庭功睦
- 製作担当 - 相川真範
- 編集 - 相良直一郎
- スクリプター - 赤澤環
- VFX - 鎌田康介
- スタイリスト - 荒木里江
- 装飾 - 松田光畝
- ヘアメイク - 百瀬広美
- スーパーヴァイジングサウンドエディター - 勝俣まさとし
- 選曲 - 武田拓也
- 宣伝プロデューサー - 中村由佳
- 配給 - 東宝
- 製作プロダクション - 東宝映画
- 製作 - 「みせコド」製作委員会（東宝、小学館、ジェイ・ストーム、博報堂、KDDI、日本出版販売、GYAO、ひかりTV）